# Andrzej Koselski
Andrzej Koselski (ur. 16 kwietnia 1940) – polski żużlowiec i trener sportu żużlowego.
W latach 1963–1979 startował w barwach klubu Polonia Bydgoszcz w rozgrywkach z cyklu drużynowych mistrzostw Polski, trzykrotnie zdobywając medale: złoty (1971), srebrny (1972) oraz brązowy (1964). Dwukrotnie startował w finałach mistrzostw Polski par klubowych (Leszno 1975 – IV m., Ostrów Wielkopolski 1977 – V m.). Dwukrotnie stawał na podium rozegranych w Bydgoszczy memoriałach im. Zbigniewa Raniszewskiego (1973 – III m., 1974 – II m.). W 1974 r. zajął w Częstochowie II m. w memoriale im. Bronisława Idzikowskiego i Marka Czernego. W 1972 r. wystąpił w rozegranym w Bydgoszczy półfinale kontynentalnym indywidualnych mistrzostwa świata, zdobywając z pozycji rezerwowego 8 punktów.
Po zakończeniu kariery zawodniczej odniósł znaczne osiągnięcia jako trener żużlowy. Prowadził młodzieżową kadrę Polski, pracował również w m.in. Polonii Bydgoszcz, Starcie Gniezno i Sparcie Wrocław. Z drużyną bydgoską zdobył w 2001 r. brązowy, a w 2002 r. – złoty medal drużynowych mistrzostw Polski. W 2004 r. był trenerem reprezentacji Polski podczas finału drużynowego Pucharu Świata w Poole.